# Valeri Tokarev
Valeri Ivanovich Tokarev (em russo:  Валерий Иванович Токарев; Kapustin Yar, URSS, 29 de outubro de 1952) é um ex-cosmonauta russo.
Formado em administração do Estado pela Academia Nacional de Economia em Moscou, ele se graduou na Escola Militar de Pilotos de Caça de Stravopol, no Centro de Treinamento de Piloto de Teste, com honras, e na Academia Iuri Gagarin da Força Aérea russa.
Piloto de 1.ª classe da força aérea e de testes, ganhou experiência de voo e versatilidade em 44 tipos de aeronaves e helicópteros. Participou de testes em aviões de última geração baseados em porta-aviões e de decolagem e pouso verticais em aviões navais como Sukhoi Su-27, MiG-29, Sukhoi Su-25, além de bombardeiros da marinha russa como o Sukhoi Su-24.
Em 1987 foi selecionado para se juntar ao corpo de cosmonautas que testava o Buran, o protótipo de ônibus espacial soviético, servindo desde 1994 como comandante de um grupo de cosmonautas ligados a sistemas aeroespaciais. Com o fim do programa do Buran - que nunca voou - em 1997, Tokarev foi designado cosmonauta de teste no Centro de Treinamento de Cosmonautas Yuri Gagarin, na Cidade das Estrelas.
Sua primeira viagem ao espaço se deu em maio de 1996, quando participou da missão STS-96 da Discovery à Estação Espacial Internacional, uma missão de dez dias que preparou a estação em equipamentos e suprimentos para chegada da primeira tripulação a viver por um período prolongado nela, a Expedição 1.
Em outubro de 2005 foi ao espaço a bordo da nave Soyuz TMA-7, onde passou 189 dias como engenheiro de voo da Expedição 12 na ISS. Durante a missão, Tokarev participou de duas caminhadas no espaço.
Entre outras comendas, foi condecorado como Herói da União Soviética.